# The Last Wish
The Last Wish war eine 1989 gegründete Rockband aus Houston und bestand aus Justin Furstenfeld (späterer Gründer von Blue October), Amy Immel, Katy Hartzog, Michelle Trautwein, Greg Hammond, Leital Molad und Brady Hammond, die zu dieser Zeit auf der Bellaire Highschool und der Highschool for Performing and Visual Arts besuchten.

## Geschichte
Die Band war im Raum Houston bekannt. Sie veröffentlichte zwei Alben und eine Vinyl-Single. Ein drittes Album sollte folgen, jedoch wurde die Aufnahme abgebrochen, da sich die Band 1995 auflöste. Sänger und Gitarrist Justin Furstenfeld gründete kurze Zeit später die Band Blue October. Ryan Delahoussaye, der ebenfalls die Highschool for Performing and Visual Arts besuchte, war als Gastmusiker bei der Band aktiv, jedoch war er nie ein festes Bandmitglied.

## Diskografie
- 1993: Rooftop Sessions (Eigenproduktion)
- 1995: The First of February (Royal Blue Productions)